# Coupe Davis 2020-2021
Pour un article plus général, voir Coupe Davis.
Navigation
Édition précédente Édition suivante
La Coupe Davis 2020-2021 est la 109e édition de ce tournoi de tennis professionnel masculin par nations. Elle est exceptionnellement jouée sur 2 ans en raison de la pandémie de Covid-19, les rencontres se déroulent du 6 mars 2020 au 5 décembre 2021 dans différents lieux.
La Russie remporte son 3e saladier d'argent grâce à sa victoire en finale face à la Croatie par deux victoires à zéro.

## Contexte
La "phase finale" de l'édition 2020-2021 de la Coupe Davis met aux prises 18 équipes sélectionnées en fonction de leurs résultats durant l'édition précédente ainsi que la phase qualificative de la présente édition :
- les nations demi-finalistes et les invitées, exemptées de phase qualificative (1re ligne),
- les nations ayant remporté leur match de qualification (2e et 3e lignes).

| Phase finale   |                |                 |                      |                 |                 |
| Espagne (V)    | Canada (F)     | Russie (DF)     | Grande-Bretagne (DF) | France (WC)     | Serbie (WC)     |
| Australie (QF) | Allemagne (QF) | Croatie (PG)    | Colombie (PG)        | Kazakhstan (PG) | États-Unis (PG) |
| Italie (PG)    | Hongrie (GM I) | Tchéquie (GM I) | Autriche (GM I)      | Équateur (GM I) | Suède (GM I)    |

Le tournoi se déroule en parallèle dans les groupes inférieurs des zones continentales, avec pour enjeu d'accéder au groupe supérieur. Un total de 132 nations participent à la compétition.

## Déroulement du tournoi

### Nouveautés
En raison de la pandémie de Covid-19, l'ITF en accord avec l'organisateur, Kosmos Tennis, a décidé de reporter la phase finale de l'édition 2020 ainsi que toutes les rencontres de barrages et des groupes continentaux à 2021.
Initialement prévue à Madrid, les organisateurs optent finalement pour une phase finale disputée dans 3 villes différentes :
- la Madrid Arena à Madrid accueille les groupes A et B, deux quarts de finale ainsi que les demi-finales et la finale ;
- l'Olympia-Halle à Innsbruck accueille les groupes C et F et un quart de finale ;
- la Pala Alpitour à Turin accueille les groupes D et E et un quart de finale.

Les anciens "Groupe I" et "Groupe II" continentaux sont fusionnés et deviennent les "Groupe mondial I" et "Groupe mondial II". Les "Groupe III" et "Groupe IV" eux, demeurent des zones continentales. La zone Europe/Afrique est scindée en deux.

### Forfaits
On note les forfaits de l'Américain Taylor Fritz, de l'Australien Jordan Thompson, qui se remet du Covid-19, des Canadiens Félix Auger-Aliassime, blessé au genou, et Denis Shapovalov, avançant un besoin de repos, du Croate Borna Ćorić, des Espagnols Carlos Alcaraz, testé positif au Covid-19 la veille de son entrée en lice, et Roberto Bautista-Agut, blessé aux abdominaux, du Français Ugo Humbert, souffrant d'une fatigue importante, et de l'Italien Matteo Berrettini, blessé aux adducteurs.
Pour pallier ces forfaits, Mardy Fish, le capitaine de l'équipe américaine, a appelé Frances Tiafoe. Lleyton Hewitt, le capitaine de l'équipe d'Australie, a appelé Alex Bolt. Frank Dancevic, le capitaine de l'équipe du Canada, a appelé Steven Diez. Vedran Martić, le capitaine de l'équipe de Croate, a appelé Nino Serdarušić. Sergi Bruguera, le capitaine de l'équipe espagnole, a appelé Pedro Martínez et Albert Ramos-Viñolas. Sébastien Grosjean, le capitaine de l'équipe de France, a appelé Adrian Mannarino et Hugo Gaston dans un premier temps avant de retenir seulement Mannarino. Enfin, Filippo Volandri, le capitaine de l'équipe d'Italie, a appelé Simone Bolelli.
On note également les absences remarquées de l'Allemand et numéro 3 mondial Alexander Zverev, qui, depuis le changement de format de la Coupe Davis, décide de boycotter la compétition, de l'Australien Nick Kyrgios, que Lleyton Hewitt, capitaine de l'équipe d'Australie, a préféré ne pas sélectionner, de l'Autrichien Dominic Thiem, qui a mis fin à sa saison en août 2021 en raison d'une blessure au poignet, du Britannique Andy Murray, qui a fait le choix de ne pas disputer la Coupe Davis cette année, et de l'Espagnol Rafael Nadal, qui a également mis un terme à sa saison cet été en raison d'une blessure au pied.
Derrière la présence des numéros 1 et 2 mondiaux Novak Djokovic et Daniil Medvedev, on note donc l'absence de 13 joueurs du top 20 mondial dont 6 du top 10.

### Phase finale
En phase de poules, on note les victoires surprises de Feliciano López (107e) face à Andrey Rublev (5e), de Borna Gojo (279e) face à Alexei Popyrin (61e) et de Zsombor Piros (283e) face à John Millman (72e) et Marin Čilić (30e).
L'Espagne, tenante du titre, est éliminée dès la phase de poules. Après sa défaite face à la Russie, elle se classe 3e meilleure deuxième de poule et manque de justesse sa qualification pour la phase suivante.
La Russie s'impose en finale contre la Croatie et remporte la compétition pour la troisième fois après ses titres en 2002 et 2006.
Avec cette victoire, Daniil Medvedev, qui a remporté tous ses matchs en simple, remporte la totalité des tournois importants (Grand Chelem, Masters, Masters 1000, Coupe Davis) ayant lieu après Wimbledon dans le calendrier ATP et ITF en l'espace de trois années, ce qui constitue un record dans l'ère Open.

## Résultats

### Phase qualificative

#### Résumé
La phase qualificative voit s'affronter les nations qui ont remporté les barrages continentaux en 2019 et les nations ayant participé à la dernière phase finale (PF) sans atteindre les demi-finales de façon aléatoire.
La France et la Serbie, invitées par la FIT sont exemptées de phase qualificative.
La phase qualificative se déroule du 6 au 7 mars 2021. Les nations vainqueurs sont qualifiés pour la phase finale, les nations vaincues jouent leur maintien dans le groupe mondial I lors des barrages.
| Lieu          | Surface             | Hôtes           | Score | Visiteurs      |
| ------------- | ------------------- | --------------- | ----- | -------------- |
| Zagreb        | dur (int.)          | Croatie (PF)    | 3 - 1 | Inde           |
| Debrecen      | terre battue (int.) | Hongrie         | 3 - 2 | Belgique (PF)  |
| Bogota        | terre battue (int.) | Colombie (PF)   | 3 - 1 | Argentine (PF) |
| Honolulu, HI  | dur (int.)          | États-Unis (PF) | 4 - 0 | Ouzbékistan    |
| Adélaïde      | dur (ext.)          | Australie (PF)  | 3 - 1 | Brésil         |
| Cagliari      | terre battue (ext.) | Italie (PF)     | 4 - 0 | Corée du Sud   |
| Düsseldorf    | dur (int.)          | Allemagne (PF)  | 4 - 1 | Biélorussie    |
| Noursoultan** | dur (int.)          | Kazakhstan (PF) | 3 - 1 | Pays-Bas (PF)  |
| Bratislava    | terre battue (int.) | Slovaquie       | 1 - 3 | Tchéquie       |
| Premstätten   | dur (int.)          | Autriche        | 3 - 1 | Uruguay        |
| Miki*         | dur (int.)          | Japon (PF)      | 0 - 3 | Équateur       |
| Stockholm     | dur (int.)          | Suède           | 3 - 1 | Chili (PF)     |

* les équipes qui se rencontrent pour la 1re fois dans l'histoire de la compétition tirent au sort la nation qui reçoit.
** Le Kazakhstan et les Pays-Bas s'étant rencontrés en 2019 sur terrain neutre, un tirage au sort détermine la nation qui reçoit.

### Phase finale
La phase finale se déroule du 25 novembre au 5 décembre 2021, sur dur (int.). Elle consiste en une phase de groupe suivie d'une phase à élimination directe.

#### Phase de groupe
Le tirage au sort comporte trois pots (deux nations du même pot ne peuvent pas se retrouver dans le même groupe). La répartition des pots est basée sur le classement FIT du 9 mars 2020. :
- Pot 1 :  France (1),  Croatie (2),  Espagne (3),  États-Unis (5),  Canada (6) &  Serbie (7).
- Pot 2 :  Allemagne (8),  Italie (9),  Grande-Bretagne (10),  Australie (11),  Kazakhstan (12) &  Russie (13).
- Pot 3 :  Suède (14),  Autriche (15),  Tchéquie (17),  Colombie (18),  Hongrie (23) &  Équateur (24).

La phase de groupe se déroule du 25 au 28 novembre 2021. Les vainqueurs de chaque groupe ainsi que les deux meilleurs deuxièmes sont qualifiés pour les quarts de finale. Concernant les matchs gagnés/perdus ainsi que les sets et jeux remportés/concédés, un abandon ou un forfait est comptabilisé comme une défaite 0-6, 0-6.
Groupe A
| # | Pays     | Renctr (V - D) | Matchs (V - D) | Sets (G - P) | Jeux (G - P) |
| - | -------- | -------------- | -------------- | ------------ | ------------ |
| 1 | Russie   | 2 - 0          | 5 - 1          | 11 - 5       | 86 - 60      |
| 2 | Espagne  | 1 - 1          | 4 - 2          | 9 - 7        | 83 - 81      |
| 3 | Équateur | 0 - 2          | 0 - 6          | 4 - 12       | 65 - 93      |

|  | Équipe 1 | Score | Équipe 2 |  |
|  | Espagne  | 3 – 0 | Équateur |  |

| Ordre des matchs | Joueurs                                 | Points au premier set | Points au second set | Points au troisième set |
| ---------------- | --------------------------------------- | --------------------- | -------------------- | ----------------------- |
| 1                | Feliciano López                         | 6                     | 6                    |                         |
| 1                | Roberto Quiroz                          | 3                     | 3                    |                         |
|                  |                                         |                       |                      |                         |
| 2                | Pablo Carreño Busta                     | 5                     | 6                    | 7                       |
| 2                | Emilio Gómez                            | 7                     | 3                    | 65                      |
|                  |                                         |                       |                      |                         |
| 3 (sans enjeu)   | Pablo Carreño Busta - Marcel Granollers | 6                     | 65                   | 7                       |
| 3 (sans enjeu)   | Gonzalo Escobar - Diego Hidalgo         | 4                     | 7                    | 62                      |

|  | Équipe 1 | Score | Équipe 2 |  |
|  | Russie   | 3 – 0 | Équateur |  |

| Ordre des matchs | Joueurs                         | Points au premier set | Points au second set | Points au troisième set |
| ---------------- | ------------------------------- | --------------------- | -------------------- | ----------------------- |
| 1                | Andrey Rublev                   | 6                     | 4                    | 6                       |
| 1                | Roberto Quiroz                  | 3                     | 6                    | 1                       |
|                  |                                 |                       |                      |                         |
| 2                | Daniil Medvedev                 | 6                     | 6                    |                         |
| 2                | Emilio Gómez                    | 0                     | 2                    |                         |
|                  |                                 |                       |                      |                         |
| 3 (sans enjeu)   | Aslan Karatsev - Andrey Rublev  | 6                     | 4                    | 6                       |
| 3 (sans enjeu)   | Gonzalo Escobar - Diego Hidalgo | 4                     | 6                    | 4                       |

|  | Équipe 1 | Score | Équipe 2 |  |
|  | Espagne  | 1 – 2 | Russie   |  |

| Ordre des matchs | Joueurs                             | Points au premier set | Points au second set | Points au troisième set |
| ---------------- | ----------------------------------- | --------------------- | -------------------- | ----------------------- |
| 1                | Feliciano López                     | 2                     | 6                    | 6                       |
| 1                | Andrey Rublev                       | 6                     | 3                    | 4                       |
|                  |                                     |                       |                      |                         |
| 2                | Pablo Carreño Busta                 | 2                     | 63                   |                         |
| 2                | Daniil Medvedev                     | 6                     | 7                    |                         |
|                  |                                     |                       |                      |                         |
| 3                | Marcel Granollers - Feliciano López | 6                     | 2                    | 4                       |
| 3                | Aslan Karatsev - Andrey Rublev      | 4                     | 6                    | 6                       |

Groupe B
| # | Pays       | Renctr (V - D) | Matchs (V - D) | Sets (G - P) | Jeux (G - P) |
| - | ---------- | -------------- | -------------- | ------------ | ------------ |
| 1 | Kazakhstan | 2 - 0          | 5 - 1          | 10 - 5       | 86 - 64      |
| 2 | Suède      | 1 - 1          | 4 - 2          | 9 - 4        | 66 - 60      |
| 3 | Canada     | 0 - 2          | 0 - 6          | 2 - 12       | 59 - 87      |

|  | Équipe 1 | Score | Équipe 2 |  |
|  | Canada   | 0 – 3 | Suède    |  |

| Ordre des matchs | Joueurs                            | Points au premier set | Points au second set | Points au troisième set |
| ---------------- | ---------------------------------- | --------------------- | -------------------- | ----------------------- |
| 1                | Steven Diez                        | 4                     | 2                    |                         |
| 1                | Elias Ymer                         | 6                     | 6                    |                         |
|                  |                                    |                       |                      |                         |
| 2                | Vasek Pospisil                     | 4                     | 4                    |                         |
| 2                | Mikael Ymer                        | 6                     | 6                    |                         |
|                  |                                    |                       |                      |                         |
| 3 (sans enjeu)   | Vasek Pospisil - Brayden Schnur    | 65                    | 4                    |                         |
| 3 (sans enjeu)   | André Göransson - Robert Lindstedt | 7                     | 6                    |                         |

|  | Équipe 1   | Score | Équipe 2 |  |
|  | Kazakhstan | 2 – 1 | Suède    |  |

| Ordre des matchs | Joueurs                               | Points au premier set | Points au second set | Points au troisième set |
| ---------------- | ------------------------------------- | --------------------- | -------------------- | ----------------------- |
| 1                | Mikhail Kukushkin                     | 3                     | 64                   |                         |
| 1                | Elias Ymer                            | 6                     | 7                    |                         |
|                  |                                       |                       |                      |                         |
| 2                | Alexander Bublik                      | 3                     | 6                    | 6                       |
| 2                | Mikael Ymer                           | 6                     | 4                    | 0                       |
|                  |                                       |                       |                      |                         |
| 3                | Andrey Golubev - Aleksandr Nedovyesov | 6                     | 6                    |                         |
| 3                | André Göransson - Robert Lindstedt    | 3                     | 3                    |                         |

|  | Équipe 1 | Score | Équipe 2   |  |
|  | Canada   | 0 – 3 | Kazakhstan |  |

| Ordre des matchs | Joueurs                               | Points au premier set | Points au second set | Points au troisième set |
| ---------------- | ------------------------------------- | --------------------- | -------------------- | ----------------------- |
| 1                | Brayden Schnur                        | 3                     | 7                    | 5                       |
| 1                | Mikhail Kukushkin                     | 6                     | 65                   | 7                       |
|                  |                                       |                       |                      |                         |
| 2                | Vasek Pospisil                        | 2                     | 6                    |                         |
| 2                | Alexander Bublik                      | 6                     | 7                    |                         |
|                  |                                       |                       |                      |                         |
| 3 (sans enjeu)   | Peter Polansky - Brayden Schnur       | 4                     | 7                    | 1                       |
| 3 (sans enjeu)   | Andrey Golubev - Aleksandr Nedovyesov | 6                     | 6                    | 6                       |

Groupe C
| # | Pays            | Renctr (V - D) | Matchs (V - D) | Sets (G - P) | Jeux (G - P) |
| - | --------------- | -------------- | -------------- | ------------ | ------------ |
| 1 | Grande-Bretagne | 2 - 0          | 4 - 2          | 8 - 5        | 64 - 56      |
| 2 | France          | 1 - 1          | 3 - 3          | 6 - 8        | 70 - 70      |
| 3 | Tchéquie        | 0 - 2          | 2 - 4          | 7 - 8        | 66 - 74      |

|  | Équipe 1 | Score | Équipe 2 |  |
|  | France   | 2 – 1 | Tchéquie |  |

| Ordre des matchs | Joueurs                               | Points au premier set | Points au second set | Points au troisième set |
| ---------------- | ------------------------------------- | --------------------- | -------------------- | ----------------------- |
| 1                | Richard Gasquet                       | 63                    | 2                    |                         |
| 1                | Tomáš Macháč                          | 7                     | 6                    |                         |
|                  |                                       |                       |                      |                         |
| 2                | Adrian Mannarino                      | 61                    | 6                    | 6                       |
| 2                | Jiří Veselý                           | 7                     | 4                    | 2                       |
|                  |                                       |                       |                      |                         |
| 3                | Pierre-Hugues Herbert - Nicolas Mahut | 3                     | 6                    | 6                       |
| 3                | Jiří Lehečka - Tomáš Macháč           | 6                     | 4                    | 3                       |

|  | Équipe 1 | Score | Équipe 2        |  |
|  | France   | 1 – 2 | Grande-Bretagne |  |

| Ordre des matchs | Joueurs                            | Points au premier set | Points au second set | Points au troisième set |
| ---------------- | ---------------------------------- | --------------------- | -------------------- | ----------------------- |
| 1                | Adrian Mannarino                   | 5                     | 4                    |                         |
| 1                | Daniel Evans                       | 7                     | 6                    |                         |
|                  |                                    |                       |                      |                         |
| 2                | Arthur Rinderknech                 | 2                     | 68                   |                         |
| 2                | Cameron Norrie                     | 6                     | 7                    |                         |
|                  |                                    |                       |                      |                         |
| 3 (sans enjeu)   | Nicolas Mahut - Arthur Rinderknech | 6                     | 6                    |                         |
| 3 (sans enjeu)   | Joe Salisbury - Neal Skupski       | 1                     | 4                    |                         |

|  | Équipe 1        | Score | Équipe 2 |  |
|  | Grande-Bretagne | 2 – 1 | Tchéquie |  |

| Ordre des matchs | Joueurs                      | Points au premier set | Points au second set | Points au troisième set |
| ---------------- | ---------------------------- | --------------------- | -------------------- | ----------------------- |
| 1                | Daniel Evans                 | 2                     | 5                    |                         |
| 1                | Tomáš Macháč                 | 6                     | 7                    |                         |
|                  |                              |                       |                      |                         |
| 2                | Cameron Norrie               | 6                     | 2                    | 6                       |
| 2                | Jiří Lehečka                 | 1                     | 6                    | 1                       |
|                  |                              |                       |                      |                         |
| 3                | Joe Salisbury - Neal Skupski | 6                     | 6                    |                         |
| 3                | Tomáš Macháč - Jiří Veselý   | 4                     | 2                    |                         |

Groupe D
| # | Pays      | Renctr (V - D) | Matchs (V - D) | Sets (G - P) | Jeux (G - P) |
| - | --------- | -------------- | -------------- | ------------ | ------------ |
| 1 | Croatie   | 2 - 0          | 5 - 1          | 11 - 3       | 83 - 60      |
| 2 | Australie | 1 - 1          | 2 - 4          | 6 - 10       | 74 - 89      |
| 3 | Hongrie   | 0 - 2          | 2 - 4          | 6 - 10       | 79 - 87      |

|  | Équipe 1 | Score | Équipe 2  |  |
|  | Croatie  | 3 – 0 | Australie |  |

| Ordre des matchs | Joueurs                     | Points au premier set | Points au second set | Points au troisième set |
| ---------------- | --------------------------- | --------------------- | -------------------- | ----------------------- |
| 1                | Borna Gojo                  | 7                     | 7                    |                         |
| 1                | Alexei Popyrin              | 65                    | 5                    |                         |
|                  |                             |                       |                      |                         |
| 2                | Marin Čilić                 | 6                     | 5                    | 6                       |
| 2                | Alex de Minaur              | 1                     | 7                    | 4                       |
|                  |                             |                       |                      |                         |
| 3 (sans enjeu)   | Nikola Mektić - Mate Pavić  | 6                     | 6                    |                         |
| 3 (sans enjeu)   | Alex de Minaur - John Peers | 3                     | 1                    |                         |

|  | Équipe 1  | Score | Équipe 2 |  |
|  | Australie | 2 – 1 | Hongrie  |  |

| Ordre des matchs | Joueurs                         | Points au premier set | Points au second set | Points au troisième set |
| ---------------- | ------------------------------- | --------------------- | -------------------- | ----------------------- |
| 1                | John Millman                    | 6                     | 4                    | 3                       |
| 1                | Zsombor Piros                   | 4                     | 6                    | 6                       |
|                  |                                 |                       |                      |                         |
| 2                | Alex de Minaur                  | 7                     | 2                    | 7                       |
| 2                | Márton Fucsovics                | 5                     | 6                    | 62                      |
|                  |                                 |                       |                      |                         |
| 3                | Alex Bolt - John Peers          | 6                     | 611                  | 6                       |
| 3                | Fabian Marozsan - Zsombor Piros | 3                     | 7                    | 3                       |

|  | Équipe 1 | Score | Équipe 2 |  |
|  | Croatie  | 2 – 1 | Hongrie  |  |

| Ordre des matchs | Joueurs                      | Points au premier set | Points au second set | Points au troisième set |
| ---------------- | ---------------------------- | --------------------- | -------------------- | ----------------------- |
| 1                | Nino Serdarušić              | 6                     | 6                    |                         |
| 1                | Fabian Marozsan              | 4                     | 4                    |                         |
|                  |                              |                       |                      |                         |
| 2                | Marin Čilić                  | 6                     | 5                    | 4                       |
| 2                | Zsombor Piros                | 4                     | 7                    | 6                       |
|                  |                              |                       |                      |                         |
| 3                | Nikola Mektić - Mate Pavić   | 7                     | 6                    |                         |
| 3                | Fabian Marozsan - Péter Nagy | 6                     | 2                    |                         |

Groupe E
| # | Pays       | Renctr (V - D) | Matchs (V - D) | Sets (G - P) | Jeux (G - P) |
| - | ---------- | -------------- | -------------- | ------------ | ------------ |
| 1 | Italie     | 2 - 0          | 4 - 1          | 8 - 3        | 79 - 60      |
| 2 | Colombie   | 1 - 1          | 3 - 3          | 8 - 8        | 79 - 78      |
| 3 | États-Unis | 0 - 2          | 2 - 4          | 5 - 9        | 56 - 76      |

|  | Équipe 1   | Score | Équipe 2 |  |
|  | États-Unis | 1 – 2 | Italie   |  |

| Ordre des matchs | Joueurs                         | Points au premier set | Points au second set | Points au troisième set |
| ---------------- | ------------------------------- | --------------------- | -------------------- | ----------------------- |
| 1                | Reilly Opelka                   | 3                     | 64                   |                         |
| 1                | Lorenzo Sonego                  | 6                     | 7                    |                         |
|                  |                                 |                       |                      |                         |
| 2                | John Isner                      | 2                     | 0                    |                         |
| 2                | Jannik Sinner                   | 6                     | 6                    |                         |
|                  |                                 |                       |                      |                         |
| 3 (sans enjeu)   | Rajeev Ram - Jack Sock          | 7                     | 6                    |                         |
| 3 (sans enjeu)   | Fabio Fognini - Lorenzo Musetti | 65                    | 2                    |                         |

|  | Équipe 1 | Score | Équipe 2 |  |
|  | Italie   | 2 – 1 | Colombie |  |

| Ordre des matchs | Joueurs                             | Points au premier set | Points au second set | Points au troisième set |
| ---------------- | ----------------------------------- | --------------------- | -------------------- | ----------------------- |
| 1                | Lorenzo Sonego                      | 65                    | 6                    | 6                       |
| 1                | Nicolás Mejía                       | 7                     | 4                    | 2                       |
|                  |                                     |                       |                      |                         |
| 2                | Jannik Sinner                       | 7                     | 6                    |                         |
| 2                | Daniel Elahi Galán                  | 5                     | 0                    |                         |
|                  |                                     |                       |                      |                         |
| 3 (sans enjeu)   | Fabio Fognini - Jannik Sinner       | 2                     | 7                    | 6                       |
| 3 (sans enjeu)   | Juan Sebastián Cabal - Robert Farah | 6                     | 5                    | 7                       |

|  | Équipe 1   | Score | Équipe 2 |  |
|  | États-Unis | 1 – 2 | Colombie |  |

| Ordre des matchs | Joueurs                             | Points au premier set | Points au second set | Points au troisième set |
| ---------------- | ----------------------------------- | --------------------- | -------------------- | ----------------------- |
| 1                | Frances Tiafoe                      | 4                     | 6                    | 7                       |
| 1                | Nicolás Mejía                       | 6                     | 3                    | 67                      |
|                  |                                     |                       |                      |                         |
| 2                | John Isner                          | 3                     | 6                    | 65                      |
| 2                | Daniel Elahi Galán                  | 6                     | 3                    | 7                       |
|                  |                                     |                       |                      |                         |
| 3                | Reilly Opelka - Jack Sock           | 0                     | ab.                  |                         |
| 3                | Juan Sebastián Cabal - Robert Farah | 3                     |                      |                         |

Groupe F
| # | Pays      | Renctr (V - D) | Matchs (V - D) | Sets (G - P) | Jeux (G - P) |
| - | --------- | -------------- | -------------- | ------------ | ------------ |
| 1 | Allemagne | 2 - 0          | 4 - 2          | 8 - 5        | 67 - 69      |
| 2 | Serbie    | 1 - 1          | 4 - 2          | 9 - 6        | 86 - 73      |
| 3 | Autriche  | 0 - 2          | 1 - 5          | 4 - 10       | 66 - 77      |

|  | Équipe 1 | Score | Équipe 2 |  |
|  | Serbie   | 3 – 0 | Autriche |  |

| Ordre des matchs | Joueurs                         | Points au premier set | Points au second set | Points au troisième set |
| ---------------- | ------------------------------- | --------------------- | -------------------- | ----------------------- |
| 1                | Dušan Lajović                   | 7                     | 3                    | 7                       |
| 1                | Gerald Melzer                   | 65                    | 6                    | 5                       |
|                  |                                 |                       |                      |                         |
| 2                | Novak Djokovic                  | 6                     | 6                    |                         |
| 2                | Dennis Novak                    | 3                     | 2                    |                         |
|                  |                                 |                       |                      |                         |
| 3 (sans enjeu)   | Nikola Čačić - Filip Krajinović | 7                     | 4                    | 6                       |
| 3 (sans enjeu)   | Oliver Marach - Philipp Oswald  | 64                    | 6                    | 3                       |

|  | Équipe 1 | Score | Équipe 2  |  |
|  | Serbie   | 1 – 2 | Allemagne |  |

| Ordre des matchs | Joueurs                       | Points au premier set | Points au second set | Points au troisième set |
| ---------------- | ----------------------------- | --------------------- | -------------------- | ----------------------- |
| 1                | Filip Krajinović              | 64                    | 4                    |                         |
| 1                | Dominik Köpfer                | 7                     | 6                    |                         |
|                  |                               |                       |                      |                         |
| 2                | Novak Djokovic                | 6                     | 6                    |                         |
| 2                | Jan-Lennard Struff            | 2                     | 4                    |                         |
|                  |                               |                       |                      |                         |
| 3                | Nikola Čačić - Novak Djokovic | 65                    | 6                    | 65                      |
| 3                | Kevin Krawietz - Tim Pütz     | 7                     | 3                    | 7                       |

|  | Équipe 1  | Score | Équipe 2 |  |
|  | Allemagne | 2 – 1 | Autriche |  |

| Ordre des matchs | Joueurs                        | Points au premier set | Points au second set | Points au troisième set |
| ---------------- | ------------------------------ | --------------------- | -------------------- | ----------------------- |
| 1                | Dominik Köpfer                 | 1                     | 5                    |                         |
| 1                | Jurij Rodionov                 | 6                     | 7                    |                         |
|                  |                                |                       |                      |                         |
| 2                | Jan-Lennard Struff             | 7                     | 6                    |                         |
| 2                | Dennis Novak                   | 5                     | 4                    |                         |
|                  |                                |                       |                      |                         |
| 3                | Kevin Krawietz - Tim Pütz      | 6                     | 6                    |                         |
| 3                | Oliver Marach - Philipp Oswald | 3                     | 4                    |                         |

#### Phase à élimination directe
La phase à élimination directe se déroule du 29 novembre au 5 décembre 2021.
|  | Quarts de finale 29 novembre - 2 décembre | Quarts de finale 29 novembre - 2 décembre |         |   | Demi-finales 3 - 4 décembre   | Demi-finales 3 - 4 décembre   |  |  | Finale 5 décembre             | Finale 5 décembre             |
|  | Quarts de finale 29 novembre - 2 décembre | Quarts de finale 29 novembre - 2 décembre |         |   | Demi-finales 3 - 4 décembre   | Demi-finales 3 - 4 décembre   |  |  | Finale 5 décembre             | Finale 5 décembre             |
|  |                                           |                                           |         |   |                               |                               |  |  |                               |                               |
|  | Madrid Arena, Madrid, Espagne             | Madrid Arena, Madrid, Espagne             |         |   | Madrid Arena, Madrid, Espagne | Madrid Arena, Madrid, Espagne |  |  | Madrid Arena, Madrid, Espagne | Madrid Arena, Madrid, Espagne |
|  | Madrid Arena, Madrid, Espagne             | Madrid Arena, Madrid, Espagne             |         |   | Madrid Arena, Madrid, Espagne | Madrid Arena, Madrid, Espagne |  |  | Madrid Arena, Madrid, Espagne | Madrid Arena, Madrid, Espagne |
|  | Russie                                    | 2                                         |         |   | Madrid Arena, Madrid, Espagne | Madrid Arena, Madrid, Espagne |  |  | Madrid Arena, Madrid, Espagne | Madrid Arena, Madrid, Espagne |
|  | Russie                                    | 2                                         |         |   | Madrid Arena, Madrid, Espagne | Madrid Arena, Madrid, Espagne |  |  | Madrid Arena, Madrid, Espagne | Madrid Arena, Madrid, Espagne |
|  | Suède                                     | 0                                         |         |   | Madrid Arena, Madrid, Espagne | Madrid Arena, Madrid, Espagne |  |  | Madrid Arena, Madrid, Espagne | Madrid Arena, Madrid, Espagne |
|  | Suède                                     | 0                                         | Russie  | 2 |                               |                               |  |  | Madrid Arena, Madrid, Espagne | Madrid Arena, Madrid, Espagne |
|  | Olympiahalle, Innsbruck, Autriche         |                                           | Russie  | 2 |                               |                               |  |  | Madrid Arena, Madrid, Espagne | Madrid Arena, Madrid, Espagne |
|  |                                           | Allemagne                                 | 1       |   |                               |                               |  |  | Madrid Arena, Madrid, Espagne | Madrid Arena, Madrid, Espagne |
|  | Grande-Bretagne                           | Allemagne                                 | 1       | 1 |                               |                               |  |  | Madrid Arena, Madrid, Espagne | Madrid Arena, Madrid, Espagne |
|  | Grande-Bretagne                           |                                           |         | 1 |                               |                               |  |  | Madrid Arena, Madrid, Espagne | Madrid Arena, Madrid, Espagne |
|  | Allemagne                                 | 2                                         |         |   |                               |                               |  |  | Madrid Arena, Madrid, Espagne | Madrid Arena, Madrid, Espagne |
|  | Allemagne                                 | 2                                         | Russie  | 2 |                               |                               |  |  |                               |                               |
|  | Pala Alpitour, Turin, Italie              |                                           | Russie  | 2 |                               |                               |  |  |                               |                               |
|  |                                           | Croatie                                   | 0       |   |                               |                               |  |  |                               |                               |
|  | Italie                                    | Croatie                                   | 0       | 1 |                               |                               |  |  |                               |                               |
|  | Italie                                    | Madrid Arena, Madrid, Espagne             |         | 1 |                               |                               |  |  |                               |                               |
|  | Croatie                                   | 2                                         |         |   |                               |                               |  |  |                               |                               |
|  | Croatie                                   | 2                                         | Croatie | 2 |                               |                               |  |  |                               |                               |
|  | Madrid Arena, Madrid, Espagne             |                                           | Croatie | 2 |                               |                               |  |  |                               |                               |
|  |                                           | Serbie                                    | 1       |   |                               |                               |  |  |                               |                               |
|  | Serbie                                    | Serbie                                    | 1       | 2 |                               |                               |  |  |                               |                               |
|  | Serbie                                    |                                           |         | 2 |                               |                               |  |  |                               |                               |
|  | Kazakhstan                                | 1                                         |         |   |                               |                               |  |  |                               |                               |
|  | Kazakhstan                                | 1                                         |         |   |                               |                               |  |  |                               |                               |

Quarts de finale
|  | Équipe 1 | Score | Équipe 2 |  |
|  | Russie   | 2 – 0 | Suède    |  |

| Ordre des matchs | Joueurs                            | Points au premier set | Points au second set | Points au troisième set |
| ---------------- | ---------------------------------- | --------------------- | -------------------- | ----------------------- |
| 1                | Andrey Rublev                      | 6                     | 5                    | 7                       |
| 1                | Elias Ymer                         | 2                     | 7                    | 63                      |
|                  |                                    |                       |                      |                         |
| 2                | Daniil Medvedev                    | 6                     | 6                    |                         |
| 2                | Mikael Ymer                        | 4                     | 4                    |                         |
|                  |                                    |                       |                      |                         |
| 3 (sans enjeu)   | Aslan Karatsev - Andrey Rublev     | Non                   | joué                 |                         |
| 3 (sans enjeu)   | André Göransson - Robert Lindstedt |                       |                      |                         |

|  | Équipe 1        | Score | Équipe 2  |  |
|  | Grande-Bretagne | 1 – 2 | Allemagne |  |

| Ordre des matchs | Joueurs                      | Points au premier set | Points au second set | Points au troisième set |
| ---------------- | ---------------------------- | --------------------- | -------------------- | ----------------------- |
| 1                | Daniel Evans                 | 6                     | 6                    |                         |
| 1                | Peter Gojowczyk              | 2                     | 1                    |                         |
|                  |                              |                       |                      |                         |
| 2                | Cameron Norrie               | 6                     | 6                    | 2                       |
| 2                | Jan-Lennard Struff           | 7                     | 3                    | 6                       |
|                  |                              |                       |                      |                         |
| 3                | Joe Salisbury - Neal Skupski | 610                   | 65                   |                         |
| 3                | Kevin Krawietz - Tim Pütz    | 7                     | 7                    |                         |

|  | Équipe 1 | Score | Équipe 2 |  |
|  | Italie   | 1 – 2 | Croatie  |  |

| Ordre des matchs | Joueurs                       | Points au premier set | Points au second set | Points au troisième set |
| ---------------- | ----------------------------- | --------------------- | -------------------- | ----------------------- |
| 1                | Lorenzo Sonego                | 62                    | 6                    | 2                       |
| 1                | Borna Gojo                    | 7                     | 2                    | 6                       |
|                  |                               |                       |                      |                         |
| 2                | Jannik Sinner                 | 3                     | 7                    | 6                       |
| 2                | Marin Čilić                   | 6                     | 64                   | 3                       |
|                  |                               |                       |                      |                         |
| 3                | Fabio Fognini - Jannik Sinner | 3                     | 4                    |                         |
| 3                | Nikola Mektić - Mate Pavić    | 6                     | 6                    |                         |

|  | Équipe 1 | Score | Équipe 2   |  |
|  | Serbie   | 2 – 1 | Kazakhstan |  |

| Ordre des matchs | Joueurs                               | Points au premier set | Points au second set | Points au troisième set |
| ---------------- | ------------------------------------- | --------------------- | -------------------- | ----------------------- |
| 1                | Miomir Kecmanović                     | 65                    | 6                    | 611                     |
| 1                | Mikhail Kukushkin                     | 7                     | 4                    | 7                       |
|                  |                                       |                       |                      |                         |
| 2                | Novak Djokovic                        | 6                     | 6                    |                         |
| 2                | Alexander Bublik                      | 3                     | 4                    |                         |
|                  |                                       |                       |                      |                         |
| 3                | Nikola Čačić - Novak Djokovic         | 6                     | 2                    | 6                       |
| 3                | Andrey Golubev - Aleksandr Nedovyesov | 2                     | 6                    | 3                       |

Demi-finales
|  | Équipe 1 | Score | Équipe 2  |  |
|  | Russie   | 2 – 1 | Allemagne |  |

| Ordre des matchs | Joueurs                          | Points au premier set | Points au second set | Points au troisième set |
| ---------------- | -------------------------------- | --------------------- | -------------------- | ----------------------- |
| 1                | Andrey Rublev                    | 6                     | 6                    |                         |
| 1                | Dominik Köpfer                   | 4                     | 0                    |                         |
|                  |                                  |                       |                      |                         |
| 2                | Daniil Medvedev                  | 6                     | 6                    |                         |
| 2                | Jan-Lennard Struff               | 4                     | 4                    |                         |
|                  |                                  |                       |                      |                         |
| 3 (sans enjeu)   | Aslan Karatsev - Karen Khachanov | 6                     | 3                    | 4                       |
| 3 (sans enjeu)   | Kevin Krawietz - Tim Pütz        | 4                     | 6                    | 6                       |

|  | Équipe 1 | Score | Équipe 2 |  |
|  | Croatie  | 2 – 1 | Serbie   |  |

| Ordre des matchs | Joueurs                           | Points au premier set | Points au second set | Points au troisième set |
| ---------------- | --------------------------------- | --------------------- | -------------------- | ----------------------- |
| 1                | Borna Gojo                        | 4                     | 6                    | 6                       |
| 1                | Dušan Lajović                     | 6                     | 3                    | 2                       |
|                  |                                   |                       |                      |                         |
| 2                | Marin Čilić                       | 4                     | 2                    |                         |
| 2                | Novak Djokovic                    | 6                     | 6                    |                         |
|                  |                                   |                       |                      |                         |
| 3                | Nikola Mektić - Mate Pavić        | 7                     | 6                    |                         |
| 3                | Novak Djokovic - Filip Krajinović | 5                     | 1                    |                         |

Finale
La finale de la Coupe Davis 2020-2021 se joue entre la Russie et la Croatie.
|  | Équipe 1 | Score | Équipe 2 |  |
|  | Russie   | 2 – 0 | Croatie  |  |

### Barrages
La hiérarchie est basée sur le classement de la FIT en date du 20 septembre 2021.
Les barrages voient s'affronter les nations ayant perdu lors de la phase qualificative (PQ) et les équipes du groupe mondial I ayant remporté leur 1er tour de façon aléatoire. Les huit équipes gagnantes les mieux classées sont qualifiées pour la phase qualificative 2022. Les quatre autres équipes gagnantes s'affrontent lors de barrages additionnels pour déterminer les deux dernières nations qui participeront à la phase qualificative l'année prochaine.
| Lieu          | Dates                | Surface             | Hôtes            | Score    | Visiteurs          | Lien FdM   |
| 1er tour      | 1er tour             | 1er tour            | 1er tour         | 1er tour | 1er tour           | 1er tour   |
| ------------- | -------------------- | ------------------- | ---------------- | -------- | ------------------ | ---------- |
| Asuncion*     | 18-19 septembre 2021 | terre battue (ext.) | Bolivie          | 2 - 3    | Belgique (PQ)      | [ FdM 38 ] |
| Buenos Aires  | 18-19 septembre 2021 | terre battue (ext.) | Argentine (PQ)   | 4 - 1    | Biélorussie (PQ)   | [ FdM 39 ] |
| Islamabad     | 4-5 mars 2021        | gazon (ext.)        | Pakistan         | 0 - 4    | Japon (PQ)         | [ FdM 40 ] |
| Montevideo    | 18-19 septembre 2021 | terre battue (ext.) | Uruguay (PQ)     | 0 - 4    | Pays-Bas (PQ)      | [ FdM 41 ] |
| Bratislava    | 17-18 septembre 2021 | dur (int.)          | Slovaquie (PQ)   | 3 - 1    | Chili (PQ)         | [ FdM 42 ] |
| Espoo*        | 17-18 septembre 2021 | dur (int.)          | Finlande         | 3 - 1    | Inde (PQ)          | [ FdM 43 ] |
| Oslo*         | 17-18 septembre 2021 | dur (int.)          | Norvège          | 3 - 1    | Ouzbékistan (PQ)   | [ FdM 44 ] |
| Jounieh*      | 18-19 septembre 2021 | terre battue (ext.) | Liban            | 0 - 4    | Brésil (PQ)        | [ FdM 45 ] |
| Newport, RI** | 17-18 septembre 2021 | gazon (ext.)        | Nouvelle-Zélande | 1 - 3    | Corée du Sud (PQ)  | [ FdM 46 ] |
| Cluj-Napoca   | 18-19 septembre 2021 | dur (int.)          | Roumanie         | 3 - 1    | Portugal           | [ FdM 47 ] |
| Lima*         | 17-18 septembre 2021 | terre battue (ext.) | Pérou            | 3 - 2    | Bosnie-Herzégovine | [ FdM 48 ] |
| Kiev          | 4-5 mars 2021        | dur (int.)          | Ukraine          | 3 - 2    | Israël             | [ FdM 49 ] |
| 2e tour       |                      |                     |                  |          |                    |            |
| Oslo          | 26-27 novembre 2021  | dur (int.)          | Norvège          | 3 - 1    | Ukraine            | [ FdM 50 ] |
| Cluj-Napoca*  | 27-28 novembre 2021  | dur (int.)          | Roumanie         | 4 - 0    | Pérou              | [ FdM 51 ] |

* les équipes qui se rencontrent pour la 1re fois dans l'histoire de la compétition tirent au sort la nation qui reçoit.
**La Nouvelle-Zélande interdisant l'entrée sur son territoire aux étrangers à cause de la situation sanitaire, la rencontre entre la Nouvelle-Zélande et la Corée du Sud se déroule aux États-Unis.